# ليودميلا ناروسوفا
ليودميلا بوريسوفنا ناروسوفا (مواليد 2 ماي 1951) (بالروسية: Людми́ла Бори́совна На́русова) هي سياسية روسية، عضو في مجلس الاتحاد الروسي، وتُمثّل جمهورية توفا. في الفترة 2010 من 2012، مثلت أوبلاست بريانسك في مجلس الاتحاد الروسي.

## مسيرتها

### حياتها المُبكرة والدراسة
ولدت ناروسوفا في بريانسك بالاتحاد السوفياتي. ما بين سنتي 1969 و1974 درست التاريخ في جامعة سانت بطرسبرغ الحكومية. ثم ما بين 1977 و1980 درست التاريخ في مدرسة الدراسات العليا في معهد التاريخ التابع الأكاديمية الروسية للعلوم، ثم عملت في جامعة سانت بطرسبرغ الحكومية. في عام 1980 تزوجت أناتولي سوبتشاك. بعد الحصول على الدكتوراه في التاريخ (بالروسية: кандидат наук)، أصبحت تُدرّس التاريخ في أكاديمية سانت بطرسبورغ للثقافة.

### مسيرتها السياسية
دخلت ناروسوفا السياسة الروسية عندما تم انتخابها لمجلس الدوما في عام 1995. وكانت عضوًا في فصيل «بيتنا - روسيا» (Our Home – Russia) حتى عام 2006. منذ عام 2000، أصبحت ناروسوفا مقدمة للبرنامج التلفزيوني «حرية التعبير» (Freedom of speech) في سانت بطرسبرغ، فرع من روسيا 1.
في أكتوبر 2002 تم انتخابها عضوا في مجلس الاتحاد الروسي من جمهورية توفا. منذ عام 2010، عملت ناروسوفا عضوة في مجلس الشيوخ من أوبلاست بريانسك، ولكن تم طردها من قبل نيكولاي ديمين، الحاكم السابق لمنطقة أوبلاست بريانسك. في عام 2016 أصبحت عضوًا في مجلس الاتحاد الروسي من جمهورية توفا لفترة جديدة.
في عام 2013 تم طرد ناروسوفا من حزب روسيا عادلة. وفيما بعد، ادّعت أنها لم تكن قط عضوًا رسميًا في أي حزب.

### العائلة

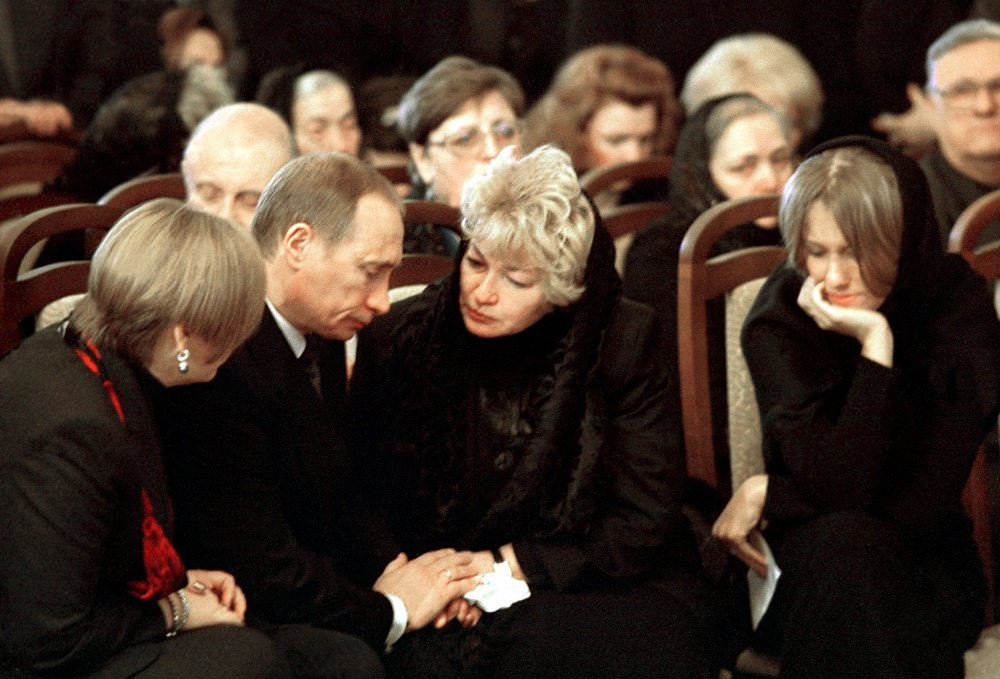
ناروسوفا وفلاديمير بوتين في جنازة أناتولي سوبتشاك

ناروسوفا هي أرملة أناتولي سوبتشاك (1937-2000)، وأمّ كسينيا سوبتشاك (مواليد 1981)، المعروفة على نطاق واسع في روسيا مقدمة لبرنامج تلفزيون الواقع (Dom-2)، وعدد من البرامج التلفزيونية الأخرى.

## روابط خارجية
- Official site of Anatoly Sobchak (Russian)